# Carazinho
Carazinho là một đô thị thuộc bang Rio Grande do Sul, Brasil. Đô thị này có diện tích 665,092 km², dân số năm 2007 là 58197 người, mật độ 87,5 người/km².